# Dolerophyle nerisaria
Dolerophyle nerisaria är en fjärilsart som beskrevs av Walker 1860. Dolerophyle nerisaria ingår i släktet Dolerophyle och familjen mätare. Inga underarter finns listade i Catalogue of Life.